# Penicillium alicantinum
Penicillium alicantinum är en svampart som beskrevs av C. Ramírez & A.T. Martínez 1980. Penicillium alicantinum ingår i släktet Penicillium och familjen Trichocomaceae.   Inga underarter finns listade i Catalogue of Life.